# Luis Coll
Luis Coll (* 3. August 1937 in Anglès; † 7. Januar 2008) war ein spanischer Fußballspieler.

## Karriere

### Vereine
Coll kam am 9. September 1956 im Alter von 19 Jahren erstmals in der Primera División, der höchsten Spielklasse im spanischen Fußball, zum Einsatz – für den FC Barcelona. Das Heimspiel am ersten Spieltag im Heimspiel gegen den Aufsteiger CA Osasuna wurde mit 2:0 gewonnen. Sein vorläufig letztes Punktspiel für den FC Barcelona bestritt er am 17. März 1957 (26. Spieltag) beim 4:2-Sieg im Heimspiel gegen Real Saragossa.
In der Folgesaison spielte er für den Erstligaabsteiger CD Condal in der Gruppe Nord der Segunda División. In seinen 17 Punktspielen erzielte er sechs Tore, davon eins per Strafstoß; sein erstes Pflichtspieltor gelang ihm am 6. Oktober 1957 (4. Spieltag) bei de 2:3-Niederlage im Auswärtsspiel gegen den Terrassa FC mit dem Treffer zur 2:0-Führung in der 19. Minute.
Zum FC Barcelona zur Saison 1958/59 zurückgekehrt, kam er in acht Punktspielen zum Einsatz und gewann mit der Meisterschaft am Saisonende seinen ersten Titel. Seine einzigen beiden Saisontore erzielte er am 4. Januar 1959 (16. Spieltag) beim 2:1-Sieg im Auswärtsspiel gegen den FC Valencia und am 18. Januar 1959 (18. Spieltag) beim 4:1-Sieg im Auswärtsspiel gegen den FC Granada; beides Vereine, denen er später angehören sollte. In der Folgesaison blieb er in zehn Punktspielen torlos, gewann erneut die Meisterschaft und kam in weiteren Wettbewerben zum Einsatz.
Er kam am 2. März, 21. und 27. April 1960 im Viertelfinalrückspiel beim 5:2-Sieg bei den Wolverhampton Wanderers und in den beiden Halbfinalspielen gegen Real Madrid – die jeweils mit 1:3 endeten – im Wettbewerb um den Europapokal der Landesmeister zum Einsatz. Parallel und Termin übergreifend bestritt er auch beide Finalspiele um den Messestädte-Pokal gegen Birmingham City; das Hinspiel am 29. März 1960 im St. Andrew’s Stadium endete torlos, doch das  Rückspiel im Camp Nou am 4. Mai 1960 wurde mit 4:1 gewonnen, wobei er das Tor zum 4:0 in der 80. Minute erzielte. Mit einem Tor in fünf Punktspielen verließ er den Verein am Saisonende 1960/61.
Von 1961 bis 1963 bestritt er 21 Erstligaspiele für den FC Valencia, in denen ihm drei Tore gelangen. Des Weiteren kam er im Wettbewerb um den Messestädte-Pokal in drei Spielen 1961/62 und in zwei Spielen 1962/63 zum Einsatz, in denen er insgesamt vier Tore erzielte; damit trug er zu den beiden späteren Pokalerfolgen bei. Zudem bestritt er sechs Begegnungen im Wettbewerb um den Copa de S.E. El Generalísimo, wie der Königspokal sich seinerzeit nannte. Am 3. Februar 1963 (19. Spieltag) bestritt er sein letztes von lediglich zwei Punktspielen für den FC Valencia, bevor er den Verein verließ.
In der Saison 1963/64 bestritt er die letzten zwölf Punktspiele in einer Profiliga, in denen er in der Gruppe Süd der Segunda División letztmals ein Tor erzielte – für den FC Granada.
Für den Amateurverein UE Olot aus der gleichnamigen Stadt kam er von 1964 bis 1966 in einer der unterklassigen Ligen zum Einsatz, wie auch für den FC Girona von 1966 bis 1968, beides Vereine aus der Provinz Girona, aus der er stammte.

### Nationalmannschaft
Coll spielte im Jahr 1960 für die U21-Nationalmannschaft und die B-Nationalmannschaft jeweils einmal. Sein Debüt als Nationalspieler gab er am 13. März in Palermo bei der 0:3-Niederlage gegen die U21-Nationalmannschaft Italiens. Für die B-Nationalmannschaft bestritt er das am 15. Mai in Casablanca mit 3:3 geendete Spiel gegen die Nationalmannschaft Marokkos.

## Erfolge
FC Barcelona
- Spanischer Meister 1959, 1960
- Spanischer Pokal-Sieger 1957, 1959 (jeweils ohne Einsatz)
- Messestädte-Pokal-Sieger 1960

FC Valencia
- Messestädte-Pokal-Sieger 1962, 1963